# 王峻 (北朝)
王峻（？—573年），字巒嵩，灵丘郡（今山西省灵丘县）人，中国南北朝東魏、北齐軍人、政治人物。
王峻机敏有权谋。初为高欢相府墨曹参军，因事連座去官。高洋为儀同開府，召王峻为城局参軍。王峻官至恒州大中正，高澄属下相府外兵参軍。随军平定淮陰，受爵北平县男。以功任营州刺史。
王峻以营州地接边城，远设斥候，防范北方民族入侵、北方民族如果入侵，就出其不意攻击，于是国境安定。前任营州刺史陸士茂騙杀室韋八百人，室韋朝貢断絶。王峻破室韋，擒获首帥、然后对首帥厚加恩礼，释放。室韋与北齐缔结誓約，朝貢关系恢复。柔然庵罗辰率残党東遷，王峻预备他的进犯。庵罗辰果然入侵营州，王峻以伏兵将他击破，俘虏名王郁久閭豆抜提等数十人，送到鄴都。齐文宣帝高洋对王峻大加赞賞，转任秘書監。
559年，废帝高殷即位，王峻任洛州刺史、河陽道行台左丞。560年，受诏命在洛州西境掘塹壕三百里，置城戍防备北周的間諜。河清元年（562年），任祠部尚書。到晋陽检校兵马，之后召還鄴城，转任太僕卿。齐武成帝巡幸地方，王峻与吏部尚書尉瑾辅佐皇太子高緯、諸親王留守鄴城。食邑梁郡，转任侍中、都官尚書。北周軍来犯，王峻以本官与東安王婁叡、武興王高普率兵自邺城赴河陽抵御北周軍。武成帝入洛陽，以懸瓠之地落入北周之手，王峻任南道行台，和婁叡率軍南讨。齐军未至，北周軍棄城而走，武成帝命他慰抚永州、郢州治安。564年春，归还鄴城。河清四年（565年），王峻因违犯朝廷条格私运禁物，又截留军粮，被主管官吏依据条格判处斩首之刑，家口则没入官府。武成帝念王峻累立战功，特地下诏从宽发落，给予鞭一百、免官除名为庶民，并配入制甲坊，蠲免他的家口。受大赦，蟄居在家。天统二年（566年），受位驃騎大将軍、儀同三司，加開府儀同三司。570年，再任侍中。武平四年（573年）去世。追贈司空公。